# Regione di Nawa
La regione di Nawa è una delle 31 regioni della Costa d'Avorio. Situata nel distretto di Bas-Sassandra, ha per capoluogo la città di Soubré ed è suddivisa  in quattro dipartimenti: Buyo, Guéyo, Méagui e Soubré.
La popolazione censita nel 2014 era pari a  1.053.084 abitanti.